# Scottish Premiership 2018-2019
La Scottish Premiership 2018-2019 (denominata per ragioni di sponsorizzazione Ladbrokes Scottish Premiership) è stata la 122ª edizione della massima serie del campionato scozzese di calcio, disputato tra il 4 agosto 2018 e il 19 maggio 2019 e concluso con la vittoria del Celtic, al suo cinquantesimo titolo, l'ottavo consecutivo.
Capocannoniere del torneo è stato Alfredo Morelos (Rangers) con 18 reti.

## Stagione

### Novità
Il St. Mirren ritorna nella massima divisione scozzese dopo la retrocessione del 2015, sostituendo il Ross County, retrocesso in Scottish Championship dopo l'ultimo posto ottenuto nella stagione precedente. Anche il Livingston prende parte alla Premiership, promosso dopo aver battuto il Partick Thistle nel play-off promozione della passata stagione.

### Formula
La stagione era divisa in due fasi: nella prima fase le dodici squadre partecipanti si incontravano tra di loro per tre volte, per un totale di 33 incontri per squadra. Nella seconda fase venivano disputate le poule per il titolo e quelle per la retrocessione: alla poule per il titolo partecipavano le prime sei classificate, alla poule retrocessione le ultime sei; veniva conservato il punteggio della prima fase; in questa seconda fase le sei squadre di ogni girone incontravano le altre in gare di sola andata per un totale di cinque ulteriori incontri.
Al termine della stagione la squadra ultima classificata retrocedeva direttamente mentre la penutlima disputava uno spareggio can la vincente dei play-off della Championship. La squadra vincente otteneva un posto nella prossima Premiership.

### Avvenimenti
Il primo girone d'andata si chiude con gli Hearts al primo posto e il Celtic, rimasto attardato nelle prime giornate, ad inseguire. I biancoverdi completano la rimonta alla 14ª giornata, ma già nella successiva vengono superati dai Rangers, che a loro volta cedono subito il comando al Kilmarnock, capolista per una giornata prima del nuovo sorpasso da parte del Celtic, che dalla 22ª giornata inizia a incrementare il margine sugli inseguitori e giunge al termine della stagione regolare con 11 punti di vantaggio sui Rangers, gli unici rimasti matematicamente in corsa. Il Celtic vince il campionato alla terzultima giornata, grazie alla vittoria contro l'Aberdeen (0-3). Infine i Rangers si classificano al secondo posto e il Kilmarnock al terzo, favorito rispetto all'Aberdeen dalla differenza reti. Dietro di questi si piazzano l'Hibernian e gli Hearts, entrambi con un andamento stagionale distinto in un buon inizio, seguito da un periodo di flessione e infine da una lenta ripresa sul piano dei risultati. In fondo alla classifica arriva ultimo il Dundee, che retrocede dopo cinque anni di Premiership, mentre il St. Mirren, penultimo, riesce a mantenere la categoria vincendo lo spareggio contro il Dundee Utd, secondo in Championship.

## Squadre partecipanti
| Club                | Stagione | Città      | Stadio             | Stagione precedente                                         |
| ------------------- | -------- | ---------- | ------------------ | ----------------------------------------------------------- |
| Aberdeen            | dettagli | Aberdeen   | Pittodrie Stadium  | 2º posto in Scottish Premiership                            |
| Celtic              | dettagli | Glasgow    | Celtic Park        | 1º posto in Scottish Premiership                            |
| Dundee              | dettagli | Dundee     | Dens Park          | 9º posto in Scottish Premiership                            |
| Hamilton Academical | dettagli | Hamilton   | New Douglas Park   | 10º posto in Scottish Premiership                           |
| Hearts              | dettagli | Edimburgo  | Tynecastle Stadium | 6º posto in Scottish Premiership                            |
| Hibernian           | dettagli | Edimburgo  | Easter Road        | 4º posto in Scottish Premiership                            |
| Kilmarnock          | dettagli | Kilmarnock | Rugby Park         | 5º posto in Scottish Premiership                            |
| Livingston          | dettagli | Livingston | Almondvale Stadium | 2º posto in Scottish Championship, promosso dopo i play-off |
| Motherwell          | dettagli | Motherwell | Fir Park           | 7º posto in Scottish Premiership                            |
| Rangers             | dettagli | Glasgow    | Ibrox Stadium      | 3º posto in Scottish Premiership                            |
| St. Johnstone       | dettagli | Perth      | McDiarmid Park     | 8º posto in Scottish Premiership                            |
| St. Mirren          | dettagli | Paisley    | St. Mirren Park    | 1º posto in Scottish Championship, promosso                 |

### Allenatori e primatisti
| Squadra             | Allenatore                                                                      | Calciatore più presente                     | Cannoniere                    |
| ------------------- | ------------------------------------------------------------------------------- | ------------------------------------------- | ----------------------------- |
| Aberdeen            | Derek McInnes                                                                   | Joe Lewis (37)                              | Sam Cosgrove (17)             |
| Celtic              | Brendan Rodgers (1ª-27ª) Neil Lennon (28ª-38ª)                                  | Callum McGregor (35)                        | Odsonne Édouard (15)          |
| Dundee              | Neil McCann (1ª-8ª) Jim McIntyre (9ª-37ª) James McPake (38ª)                    | Jesse Curran (34)                           | Kenny Miller (8)              |
| Hamilton Academical | Martin Canning (1ª-23ª) Brian Rice (24ª-38ª)                                    | Ziggy Gordon (36)                           | Mikel Miller (5)              |
| Hearts              | Craig Levein                                                                    | Arnaud Djoum (32)                           | Steven Naismith (10)          |
| Hibernian           | Neil Lennon (1ª-23ª) Eddie May (interim - 24ª-26ª) Paul Heckingbottom (27ª-38ª) | Stevie Mallan (37)                          | Florian Kamberi (8)           |
| Kilmarnock          | Steve Clarke                                                                    | Stephen O'Donnell (37)                      | Eamonn Brophy (11)            |
| Livingston          | Kenny Miller (1ª-2ª) Gary Holt (3ª-38ª)                                         | Scott Pittman Declan Gallagher (38)         | Craig Halkett Ryan Hardie (7) |
| Motherwell          | Stephen Robinson                                                                | Richard Tait (38)                           | David Turnbull (15)           |
| Rangers             | Steven Gerrard                                                                  | James Tavernier (37)                        | Alfredo Morelos (18)          |
| St. Johnstone       | Tommy Wright                                                                    | Richard Foster Jason Kerr Scott Tanser (37) | Matty Kennedy (6)             |
| St. Mirren          | Alan Stubbs (1ª-4ª) Oran Kearney (5ª-38ª)                                       | Paul McGinn (35)                            | Jackson (6)                   |

## Stagione regolare

### Classifica finale
Fonte:
|  | Pos. | Squadra             | Pt | G  | V  | N  | P  | GF | GS | DR  |
|  | ---- | ------------------- | -- | -- | -- | -- | -- | -- | -- | --- |
|  | 1.   | Celtic              | 77 | 33 | 24 | 5  | 4  | 71 | 17 | +54 |
|  | 2.   | Rangers             | 66 | 33 | 19 | 9  | 5  | 73 | 24 | +49 |
|  | 3.   | Kilmarnock          | 58 | 33 | 16 | 10 | 7  | 46 | 28 | +18 |
|  | 4.   | Aberdeen            | 58 | 33 | 17 | 7  | 9  | 52 | 37 | +15 |
|  | 5.   | Hibernian           | 52 | 33 | 14 | 10 | 9  | 49 | 34 | +15 |
|  | 6.   | Hearts              | 50 | 33 | 15 | 5  | 13 | 38 | 41 | -3  |
|  | 7.   | St. Johnstone       | 44 | 33 | 13 | 5  | 15 | 32 | 44 | -12 |
|  | 8.   | Motherwell          | 43 | 33 | 13 | 4  | 16 | 37 | 47 | -10 |
|  | 9.   | Livingston          | 42 | 33 | 11 | 9  | 13 | 35 | 33 | +2  |
|  | 10.  | Hamilton Academical | 25 | 33 | 7  | 4  | 22 | 21 | 69 | -48 |
|  | 11.  | St. Mirren          | 21 | 33 | 5  | 6  | 22 | 24 | 61 | -37 |
|  | 12.  | Dundee              | 18 | 33 | 4  | 6  | 23 | 25 | 68 | -43 |

Legenda:
      Ammesse alla poule per il titolo
      Ammesse alla poule salvezza
Regolamento:
Tre punti a vittoria, uno a pareggio, zero a sconfitta.
A parità di punti, le posizioni in classifica venivano determinate sulla base della differenza reti.

### Risultati

#### Tabellone
|                     | Abe     | Cel     | Dnd     | Ham     | Hea     | Hib     | Kil     | Liv     | Mot     | Ran     | StJ     | StM     |
| ------------------- | ------- | ------- | ------- | ------- | ------- | ------- | ------- | ------- | ------- | ------- | ------- | ------- |
| Aberdeen            | ––––    | 3-4     | 5-1     | 3-0 0-2 | 2-0     | 1-0     | 0-2 0-0 | 3-2 1-1 | 1-0 3-1 | 1-1 2-4 | 0-2     | 4-1 2-2 |
| Celtic              | 1-0 0-0 | ––––    | 3-0     | 1-0 3-0 | 5-0     | 4-2 2-0 | 5-1     | 3-1 0-0 | 3-0 4-1 | 1-0 2-1 | 2-0     | 4-0     |
| Dundee              | 0-1 0-2 | 0-5 0-1 | ––––    | 4-0     | 0-3 0-1 | 0-3 2-4 | 1-2 2-2 | 0-0     | 1-3 0-1 | 1-1     | 0-2     | 1-1     |
| Hamilton Academical | 0-3     | 0-3     | 0-2 1-1 | ––––    | 1-4 1-0 | 0-1     | 1-1     | 1-0     | 1-2     | 1-4 0-5 | 1-2 2-1 | 3-0 1-1 |
| Hearts              | 2-1     | 1-0 1-2 | 1-2     | 2-0     | ––––    | 0-0 1-2 | 0-1     | 0-0     | 1-0     | 1-2     | 2-1 2-0 | 4-1 1-1 |
| Hibernian           | 1-1 1-2 | 2-0     | 2-2     | 6-0 2-0 | 0-1     | ––––    | 3-2 0-0 | 1-1     | 3-0 2-0 | 0-0 1-1 | 0-1     | 2-2     |
| Kilmarnock          | 1-2     | 2-1 0-1 | 3-1     | 1-1 5-0 | 0-1 1-2 | 3-0     | ––––    | 2-0     | 3-1 0-0 | 2-1     | 2-0 2-0 | 2-1     |
| Livingston          | 1-2     | 0-0     | 4-0 1-2 | 1-0 2-0 | 5-0     | 2-1 1-2 | 0-0 1-0 | ––––    | 2-0     | 1-0 0-3 | 0-1 3-1 | 3-1     |
| Motherwell          | 3-0     | 1-1     | 1-0     | 0-1 3-0 | 0-1 2-1 | 1-0     | 0-1     | 1-1 3-0 | ––––    | 3-3 0-3 | 0-1 3-0 | 0-1     |
| Rangers             | 0-1     | 1-0     | 4-0     | 1-0     | 3-1 3-0 | 1-1     | 1-1     | 3-0     | 7-1     | ––––    | 5-1 0-0 | 2-0 4-0 |
| St. Johnstone       | 1-1 0-2 | 0-6 0-2 | 1-0 2-0 | 4-0     | 2-2     | 1-1 1-2 | 0-0     | 1-0     | 1-2     | 1-2     | ––––    | 2-0 1-0 |
| St. Mirren          | 1-2     | 0-0 0-2 | 2-1     | 1-3     | 2-0     | 0-1 1-3 | 1-2 0-1 | 0-2 1-0 | 0-2 1-2 | 0-2     | 0-1     | ––––    |

## Poule per il titolo/salvezza

### Classifica finale
Fonte:
|        | Pos. | Squadra             | Pt | G  | V  | N  | P  | GF | GS | DR  |
| ------ | ---- | ------------------- | -- | -- | -- | -- | -- | -- | -- | --- |
|        | 1.   | Celtic              | 87 | 38 | 27 | 6  | 5  | 77 | 20 | +57 |
|        | 2.   | Rangers             | 78 | 38 | 23 | 9  | 6  | 82 | 27 | +55 |
|        | 3.   | Kilmarnock          | 67 | 38 | 19 | 10 | 9  | 50 | 31 | +19 |
| [ 21 ] | 4.   | Aberdeen            | 67 | 38 | 20 | 7  | 11 | 57 | 44 | +13 |
|        | 5.   | Hibernian           | 54 | 38 | 14 | 12 | 12 | 51 | 39 | +12 |
|        | 6.   | Hearts              | 51 | 38 | 15 | 6  | 17 | 42 | 50 | -8  |
|        |      |                     |    |    |    |    |    |    |    |     |
|        | 7.   | St. Johnstone       | 52 | 38 | 15 | 7  | 16 | 38 | 48 | -10 |
|        | 8.   | Motherwell          | 51 | 38 | 15 | 6  | 17 | 46 | 56 | -10 |
|        | 9.   | Livingston          | 44 | 38 | 11 | 11 | 16 | 42 | 44 | -2  |
|        | 10.  | Hamilton Academical | 33 | 38 | 9  | 6  | 23 | 28 | 75 | -47 |
|        | 11.  | St. Mirren          | 32 | 38 | 8  | 8  | 22 | 34 | 66 | -32 |
|        | 12.  | Dundee              | 21 | 38 | 5  | 6  | 27 | 31 | 78 | -47 |

Legenda:
      Campione di Scozia e qualificato al primo turno della UEFA Champions League 2019-2020.
      Qualificato al primo turno della UEFA Europa League 2019-2020.
  Partecipa ai play-off.
      Retrocesso in Scottish Championship 2019-2020.
Regolamento:
Tre punti a vittoria, uno a pareggio, zero a sconfitta.
A parità di punti, le posizioni in classifica venivano determinate sulla base della differenza reti.

### Risultati

#### Tabelloni

##### Poule scudetto
|            | Abe  | Cel  | Hea  | Hib  | Kil  | Ran  |
| ---------- | ---- | ---- | ---- | ---- | ---- | ---- |
| Aberdeen   | –––– | 0-3  | 2-1  |      |      |      |
| Celtic     |      | –––– | 2-1  |      | 1-0  |      |
| Hearts     |      |      | –––– |      | 0-1  | 1-3  |
| Hibernian  | 1-2  | 0-0  | 1-1  | –––– |      |      |
| Kilmarnock | 0-1  |      |      | 1-0  | –––– | 2-1  |
| Rangers    | 2-0  | 2-0  |      | 1-0  |      | –––– |

### Poule salvezza
|                     | Dun  | Ham  | Liv  | Mot  | StJ  | StM  |
| ------------------- | ---- | ---- | ---- | ---- | ---- | ---- |
| Dundee              | –––– | 0-1  |      |      |      | 2-3  |
| Hamilton Academical |      | –––– | 3-3  | 1-1  | 2-0  |      |
| Livingston          | 0-1  |      | –––– |      |      | 1-3  |
| Motherwell          | 4-3  |      | 3-2  | –––– |      | 1-1  |
| St. Johnstone       | 2-0  |      | 1-1  | 2-0  | –––– |      |
| St. Mirren          |      | 2-0  |      |      | 1-1  | –––– |

## Spareggi

### Play-off
|            | Risultati     |            | Luogo e data            |
| ---------- | ------------- | ---------- | ----------------------- |
| Livingston | 0-0           | St. Mirren | Dundee, 23 maggio 2019  |
| St. Mirren | 1-1 (2-0 dtr) | Dundee Utd | Paisley, 26 maggio 2019 |
|            |               |            |                         |

## Statistiche e record

### Squadre

#### Capoliste solitarie
|    | ——     | ——     | ——     | ——     | ——     | ——     | ——     | ——     | ——     | ——     | ——     | ——  | ——  | ——  | ——  | ——     | ——     | ——     | ——     | ——  | ——     | ——     | ——     | ——     | ——     | ——     | ——     | ——     | ——     | ——     | ——     | ——     | ——     | ——     | ——     | ——     | ——     | —— |  |
|    | Hearts | Hearts | Hearts | Hearts | Hearts | Hearts | Hearts | Hearts | Hearts | Hearts | Hearts |     | Cel | Ran | Kil | Celtic | Celtic | Celtic | Celtic |     | Celtic | Celtic | Celtic | Celtic | Celtic | Celtic | Celtic | Celtic | Celtic | Celtic | Celtic | Celtic | Celtic | Celtic | Celtic | Celtic | Celtic |    |  |
|    |        |        |        |        |        |        |        |        |        |        |        |     |     |     |     |        |        |        |        |     |        |        |        |        |        |        |        |        |        |        |        |        |        |        |        |        |        |    |  |
|    |        |        |        |        |        |        |        |        |        |        |        |     |     |     |     |        |        |        |        |     |        |        |        |        |        |        |        |        |        |        |        |        |        |        |        |        |        |    |  |
| 1ª | 2ª     | 3ª     | 4ª     | 5ª     | 6ª     | 7ª     | 8ª     | 9ª     | 10ª    | 11ª    | 12ª    | 13ª | 14ª | 15ª | 16ª | 17ª    | 18ª    | 19ª    | 20ª    | 21ª | 22ª    | 23ª    | 24ª    | 25ª    | 26ª    | 27ª    | 28ª    | 29ª    | 30ª    | 31ª    | 32ª    | 33ª    | 34ª    | 35ª    | 36ª    | 37ª    | 38ª    |    |  |

#### Primati stagionali
Squadre
- Maggior numero di vittorie: Celtic (27)
- Minor numero di sconfitte: Celtic (5)
- Miglior attacco: Rangers (82 gol fatti)
- Miglior difesa: Celtic (20 gol subiti)
- Miglior differenza reti: Celtic (+57)
- Maggior numero di pareggi: Hibernian (12)
- Minor numero di pareggi: Celtic, Dundee, Hamilton, Hearts, Motherwell (6)
- Maggior numero di sconfitte: Dundee (27)
- Minor numero di vittorie: Dundee (5)
- Peggior attacco: Hamilton (28 gol fatti)
- Peggior difesa: Dundee (78 gol subiti)
- Peggior differenza reti: Dundee e Hamilton (-47)
- Miglior serie positiva: Celtic (17 risultati utili consecutivi)
- Peggior serie negativa: Dundee (10 sconfitte consecutive)

### Individuali

#### Classifica marcatori
| Gol |  |  | Giocatore       | Squadra    |
| --- |  |  | --------------- | ---------- |
| 18  |  |  | Alfredo Morelos | Rangers    |
| 17  |  |  | Sam Cosgrove    | Aberdeen   |
| 15  |  |  | Odsonne Édouard | Celtic     |
| 15  |  |  | David Turnbull  | Motherwell |
| 14  |  |  | James Tavernier | Rangers    |
| 11  |  |  | James Forrest   | Celtic     |
| 11  |  |  | Scott Arfield   | Rangers    |
| 11  |  |  | Eamonn Brophy   | Kilmarnock |
| 10  |  |  | Steven Naismith | Hearts     |